# Fäktning vid olympiska sommarspelen 1904
Vid olympiska sommarspelen 1904 i Saint Louis avgjordes fem grenar i fäktning och tävlingarna hölls mellan 7 och 8 september 1904 på Francis Gymnasium. Antalet deltagare var elva tävlande från tre länder.

## Medaljfördelning
| Medaljfördelning |                 |      |        |       |        |
| Placering        | Nation          | Guld | Silver | Brons | Totalt |
| 1                | Kuba            | 4    | 2      | 3     | 9      |
| 2                | Kombinationslag | 1    | 0      | 0     | 1      |
| 3                | USA             | 0    | 3      | 1     | 4      |

## Medaljörer

### Herrar
| Gren                    | Guld                                                          | Silver                                               | Brons                        |
| Värja Detaljer...       | Ramón Fonst · Kuba                                            | Charles Tatham · Kuba                                | Albertson Van Zo Post · Kuba |
| Florett Detaljer...     | Ramón Fonst · Kuba                                            | Albertson Van Zo Post · Kuba                         | Charles Tatham · Kuba        |
| Florett lag Detaljer... | Kombinationslag Ramón Fonst Albertson Van Zo Post Manuel Díaz | USA · Charles Tatham · Charles Townsend · Arthur Fox | Ingen                        |
| Sabel Detaljer...       | Manuel Díaz · Kuba                                            | William Grebe · USA                                  | Albertson Van Zo Post · Kuba |
| Singlestick Detaljer... | Albertson Van Zo Post · Kuba                                  | William O'Connor · USA                               | William Grebe · USA          |

## Deltagande nationer
Totalt deltog elva fäktare från tre länder vid de olympiska spelen 1904 i Saint Louis. För två av dessa deltagare är nationstillhörigheten inte helt klar. Albertson Van Zo Post och Charles Tatham var amerikaner, men listas i IOK:s medaljdatabas som kubaner för de individuella grenarna, men som amerikaner i lagtävlingen i florett. I listan nedan listas de som amerikaner.
|                                       |  |  |
| - Kuba (2)* - Tyskland (1) - USA (8)* |  |  |

* Albertson Van Zo Post och Charles Tatham räknas till USA.